# 臺中市大安區大安國民小學
臺中市大安區大安國民小學，簡稱大安國小，是一所位於臺灣臺中市大安區的市立國民小學，也是大安區唯一一所百年歷史的教育機構。大安國小成立於1918年，前身為「臺中縣立大安國民小學」，後因應2010年臺中縣市合併升格為直轄市，遂於2011年改為今校名。

## 校史
1895年日本治臺後，臺灣總督府對臺採取逐步強化之同化主義方針，建立以初等教育機關公學校為主的新式教育:16。1896年，頒布「臺灣總督府民政局各部分課規程」，強化中央及地方之教育行政組織，設置「國語傳習所」:17、33。1898年，取消國語傳習所並改設公學校（臺籍兒童就讀）與小學校（日籍兒童就讀）:33－34。臺灣總督府在大安區共設立兩所公學校，分別為1918年3月31日創立的中庄公學校（今大安國小）與1920年3月31日創立的大甲公學校（今大甲國小）大安港分教場:197－198。1921年4月24日，臺灣總督府實行學制改正，中庄公學校改名為大安庄庄立公學校，並將大甲公學校大安港分教場改屬中庄公學校，同年5月19日，大安庄庄立公學校改校名大安公學校:198。1929年4月1日，大安公學校大安港分教場獨立為海墘公學校（今海墘國小）:198。1941年，將公學校與小學校全部改制為國民學校，大安公學校改為大安國民學校:194，海墘公學校改為海墘國民學校:200。
二戰後，國民政府積極著重教育改革，主張教育機會均等，廢除不平等之差別教育:65－66。1960年8月，大安國民學校設立三光分校:202。1966年8月1日，三光分校獨立為三光國民學校:194、202。1968年，實施九年國民義務教育，國民教育分為前六年國民小學與後三年國民中學兩階段，大安國民學校改為「大安國民小學」:195、200、202。

## 歷任校長
1. 黃卿：1945年10月－1962年7月
2. 白定芳：1962年9月1日－1970年
3. 林成奎：1970年9月－1979年2月
4. 白定芳：1979年2月－1991年8月8日
5. 陳天賜：1991年8月8日－1997年8月27日
6. 林火傳：1997年8月27日－1999年8月
7. 楊樹明：1999年8月－2006年8月
8. 鐘秀雪：2006年8月－2012年8月
9. 紀國揚：2012年8月－2019年8月
10. 許瑞芳：2019年8月1日－2024年7月31日
11. 許君良：2024年8月1日－現任

## 外部連結
- 臺中市立大安國民小學 （页面存档备份，存于） （繁體中文）